# Long Island Motor Company
Long Island Motor Company war ein US-amerikanischer Hersteller von Automobilen. Eine andere Quelle nennt die Firmierung Long Island Motor Vehicle Company.

## Unternehmensgeschichte
A. R. Pardington, Charles Rockliff und F. G. Webb gründeten das Unternehmen im Oktober 1901. Der Sitz war in Brooklyn im US-Staat New York. Hauptsächlich war es als Autowerkstatt tätig. Daneben entstanden einige Automobile nach Kundenaufträgen. Der Markenname lautete Long Island. 1904 endete die Fahrzeugproduktion.
Es ist nicht bekannt, wann das Unternehmen aufgelöst wurde. Rockliff fertigte außerdem in einem anderen Unternehmen in Brooklyn zwischen 1902 und 1906 Lastkraftwagen der Marke Rockliff.

## Fahrzeuge
Von zwei Personenkraftwagen liegen Daten vor.
Eines hatte einen Vierzylindermotor mit 15 PS Leistung. Der Aufbau war ein offener Tourenwagen. Abnehmer war ein Mitglied des Long Island Automobile Club.
Das andere hatte ebenfalls einen Vierzylindermotor, aber mit 24 PS Leistung. Auch dieses Fahrzeug war als Tourenwagen karosseriert. Ein Geschäftsmann aus Brooklyn kaufte es.